# 雷十字党
雷十字党（らいじゅうじとう、英語:Thunder Cross、ラトヴィア語:Pērkonkrusts）は、1933年にグスタヴス・ツェルミンシュ(英語版)が設立した、ラトビアの超国家主義、反ドイツ主義(英語版)、反セム主義を掲げる政党である。ナチス・ドイツの国粋主義思想に影響を受け設立されたが、ナチス・ドイツ自体の国家社会主義やイタリアのファシズムに対しては懐疑的であった。1934年に非合法化され、ツェルミンシュは逮捕されたのち1937年に亡命した。拘留下であった党員はソヴィエト連邦の支配下に置かれ、ナチス・ドイツの侵攻後に一部の党員はナチ党に合流し、ホロコーストの一翼を担った。雷十字党は、ナチス・ドイツ統治下のラトビアを統治するために戻ってきたツェルミンシュが、再び投獄される1944年まで、形を変えながら存続した。

## 根本原理とイデオロギー
雷十字党は、研究者によって様々に表現されている。例えば「急進右翼」「国粋活動主義」「ファシズム」など、特にファシズムと表現されることが多い。ファシズム研究で有名なロジャー・グリフィン(英語版)は、雷十字党のことを「小さくも本物のファシズム反対派」と評した。それは、彼らが統合国際主義と定義される彼らの政綱で、「革命的な（経済）問題の解決策を追い求めており、その解決策によって、ラトビアを新たな、協調組合主義的経済策を持つエリート層を主軸に据えた、権威主義国家へと変化させようとした」からであるという。グリフィンのファシズム定義を基にすると、「反ドイツ国家社会主義」と彼らを分類することは、2015年頃からすでに提唱されてきていることである。
党機関紙である「雷十字党」を除くと、雷十字党の根本原理を知ることができる情報源は、1933年に発行された「雷十字党－何だそれは。何を求めるのだ。どう動くのだ。（ラトビア語:Kas ir? Ko grib? Kā darbojas? Pērkonkrusts）」というパンフレットである。この小冊子は、党活動の政治的計画の概観だけでなく、党の完全なステータスも記載されていた。

彼らの持つスローガン「ラトビア人のためのラトビア - ラトビア人に職とパンを！（ラトビア語:Latviju latviešiem– latviešiem darbu un maizi!）」からも分かるが、雷十字党はラトビア人が、ラトビアの全ての政治、経済を支配することを望んだ。その例として、雷十字党は国内の少数民族に文化的自治権を付与する法案の成立を拒絶している。雷十字党がそのプロパガンダで標的にしていたのは、ラトビアの経済を支配していたと考えられていた少数民族（特にバルト・ドイツ人やラトビア系ユダヤ人など）や、当時の議会で汚職を指摘された政治家たちであった。以下は、雷十字党党首グスタフ・ツェルミンシュの著書「ラトビア人のラトビア」にある一節である。
「ラトビア人のラトビアに、少数民族問題など存在しないだろう。（略）これは、我々が自由主義的ブルジョワジーに対する国際的な偏見を完全に失くすことで、我々は、ある一つの真の目標－良きラトビア人国家－の追求者を妨げる歴史的、人道的、そしてその他の束縛からも放棄されるということだ。我等が神、我等の信条、生きる意味、ラトビア人国家という終着点。それらがもたらす繁栄に反対するような者は、全て我々の敵だ。（略）我々は、ラトビア人が唯一住みつける場所はラトビアであると思っている。他の民族は、みな自分の国を持っているのだ。（略）たった一言、ラトビア人のラトビアという一言だけがラトビア人にあることだろう。」
雷十字党は、キリスト教を海外からの悪影響の産物として拒絶し、代替としてディエヴトゥリーバを導入、キリスト教の拡大以前に信仰された宗教の復活を目指した。
彼らの田舎じみたイデオロギーに反して、雷十字党の支持者はリガのような都市部に集中しており、特にラトビア大学の生徒に集中していた。

## 政党シンボル
「雷十字」という名前はラトビア国内での鉤十字の呼称の一つであり、雷十字党のシンボルとして使用されるようになった。
彼らはローマ式敬礼やヒトラー式敬礼の変形型敬礼を使用し、ラトビア語のフレーズ"Cīņai sveiks"（「戦争に備えよ」 や「闘争万歳」と訳される）を合言葉のように用いた。
ウルディス・クレースリンシュによると、雷十字党は鉤十字とローマ式敬礼の両方を導入していたが、ヤーニス・シュテルマチェスが率いたラトビア国家社会主義連合(ラトビア語版)と同じように、それらはドイツのナチズムへの敬意の現れや模倣ではなかったという。
党の制服は、灰色のシャツと黒色のベレー帽であった。

## 第二次世界大戦まで
1932年に、グスタヴス・ツェルミンシュ(英語版)はラトビア民族を象徴した炎十字 を用いて、炎十字党と名乗るファシズム政党を結成したが、その後すぐ、ラトビア政府によって非合法化された。炎十字党はその後すぐに再出現し、雷十字党と名前を変更した。1934年頃に、雷十字党の党員数は5,000人から6,000人と見積もられたが、雷十字党自身は党員数はその値より多いと主張した。
1933年10月、保守派国家主義のラトビア農民連合(英語版)の党首で、当時のラトビア首相カールリス・ウルマニスは憲法改正を宣言、これによって社会主義者は右派より左派を攻撃するようになった。同年11月に7人のラトビア共産党(英語版)党員が逮捕されたが、雷十字党員はなにもされず放置された。右派の勢力拡大から来る政治的不安を背景に、1934年5月にウルマニスはクーデタを実行。ラトビア共産党や雷十字党だけでなく全ての政党を禁止するのみならず国会に相当するサエイマを廃止した。このクーデタの後にツェルミンシュは逮捕され、3年後に国外追放に処された。
書面上では、雷十字党は1934年に解散されたことになっているが、雷十字党元幹部と元党員は結束して活動を続けた。
1930年代末、ツェルミンシュはフィンランドのヘルシンキに雷十字党在外連絡事務所を設置。亡命中のツェルミンシュは、ルーマニア鉄衛団のコルネリウ・コドレアヌを始めとする、ヨーロッパ中のファシズム政党の指導者と個人的に連絡を取っていった。

## 第二次世界大戦中とホロコースト
1939年のモロトフ=リベントロップ協定締結の直後、ラトビアはソヴィエト連邦に併合された。ラトビアのソヴィエト政府の下で、カールリス・ウルマニスによって投獄されたラトビア共産党(英語版)党員が大規模なセレモニーと共に釈放されたが、投獄された雷十字党員が釈放されることはなかった。その上、1940年から1941年にかけて、ソヴィエト政府によってさらに多くの雷十字党員が逮捕されることになり、中にはシベリア送りにされた者もいた。
1941年6月下旬にナチス・ドイツがラトビアへ侵攻した際、ドイツへ移っていたグスタヴス・ツェルミンシュ(英語版)はラトビアへ帰還し、ドイツ国防軍のゾンダーフューラー(英語版)に就任した。
同年7月上旬、雷十字党は再び公に活動することを一時的に認められた。雷十字党員は、アライス・コマンドー部隊(英語版)（ラトビア人のナチ党SS隊員ヴィクトルス・アーライス(英語版)が指揮した、ラトビア予備警察(英語版)の分隊の一つ）への志願兵として、ドイツ政府から重宝された。ところが、歴史研究家のルディーテ・ヴィークスネの調査によると、実際にラトビアでのホロコースト(英語版)に関与した雷十字党員はほんの僅かであり、彼らの多くはプロパガンダに従事した ということだ。
ホロコーストが始まった初めの頃は、マルティンシュ・ヴァグラス（歴史研究家のヴァルディス・ルマンスは、彼を雷十字党員だとしている）が、イェルガヴァでのホロコーストに、SDの下で分隊を率いて参加した。ただし、歴史研究家のアンドリエヴス・エゼルガイリスは、ヴァグラスは雷十字党の党員ではなく、彼とナチ党の間には「疑念の壁」があったとしている。またエゼルガイリスは、「私には、ユダヤ人の殺害に対して10人以上もの雷十字党員が参加していたとは考えにくい。彼らは、ナチ党の反ユダヤ主義出版物の調達というもっと重要な役割が割り当てられていた。」と述べている。
1941年8月に、ドイツ上層部は雷十字団の完全禁止を決定した。ナチ党に合流する雷十字党員もいた一方で、反ドイツ感情を持ち続け、ドイツの占領を打倒しようとする団体に参加した雷十字党員もいた。
ツェルミンシュは、強大なラトビア軍が形成されることを望んで、ドイツとの協調を続けた。1942年2月から、彼はラトビア組織化義勇兵委員会のリーダーとなり、ラトビア予備警察大隊へのラトビア人男性の補充に努めた。それらの大隊は前線から離れ、ラトビアやベラルーシでパルチザン鎮圧に当たった（これには、地方に潜んだユダヤ人などの虐殺なども含まれた）。